# Список территориальных споров

Спорные территории отмечены красным цветом

Территориальные споры возникали на протяжении всей истории по всему миру. Жирным шрифтом обозначен полный контроль одного заявителя; курсивом обозначен частичный контроль одного или нескольких претендентов.

## Продолжающиеся споры между государствами-членами/государствами-наблюдателями ООН

### Африка
| Территория                                                    | Заявители                        | Примечания |
| ------------------------------------------------------------- | -------------------------------- | --- |
| Абьей, Джодха, Кафия-Кинги, Джау, Хеглиг, гора Мегенис и Кака | Южный Судан Судан                | После гражданской войны, приведшей к независимости Южного Судана, на эту территорию претендовали как Судан, так и Южный Судан. В середине апреля 2012 года Хеглиг находился под контролем Южного Судана, но был отвоеван Суданом. |
| Гейзер (риф)                                                  | Франция Коморы Мадагаскар        | Разбросанные острова в Индийском океане, район Французских Южных Территорий. |
| Бассас-да-Индия, остров Европа и Жуан-ди-Нова                 | Франция Мадагаскар               | Де-факто является частью французской заморской территории Французские Южные Территории. |
| Сеута,Мелилья и другие суверенные территории Испании          | Испания Марокко                  | Мелилья и Сеута находятся под властью Испании с 1497 и 1640 годов соответственно. С 1995 года они имеют статус автономных городов. После инцидента на острове Перехиль в 2002 году обе страны согласились вернуться к статус-кво. |
| Чагос                                                         | Великобритания Мальдивы Маврикий | Соединённое Королевство де-факто управляет архипелагом как Британской территорией в Индийском океане. На острова претендуют Маврикий и Мальдивы. 22 мая 2025 года Маврикий и Соединённое Королевство подписали соглашение о передаче суверенитета Маврикию; спор между ними прекратится после ратификации соглашения обеими сторонами. Однако Мальдивы выступили против переговоров. |
| Гора Думейра, Мыс Думейра и острова Думейра                   | Эритрея Джибути                  | Основа джибутийско-эритрейский пограничный конфликт 2008 года. Спорная территория, оккупированная Эритреей после вывода катарских миротворцев в июне 2017 года. Альтернативно транслитерируется как горы Думайра. |
| Глорьёз                                                       | Франция Мадагаскар Коморы        | Де-факто является частью французской заморской территории Французские Южные Территории. |
| Халаибский треугольник и Бир-Тавиль                           | Египет Судан                     | Ранее находившийся под совместным управлением, Египет теперь сохраняет де-факто полный контроль над Халаибским треугольником. Границы, на которые претендуют Египет и Судан, включают Халаибский треугольник. Территория Бир-Тавиля, расположенная рядом с треугольником, не является ни одной из стран. |
| Треугольник Илеми                                             | Кения Южный Судан                | Де-факто контролируется Кенией. Эфиопские племена использовали эту территорию и совершали набеги, но правительство Эфиопии никогда не предъявляло на неё претензий, признавая её принадлежность Судану в договорах 1902, 1907 и 1972 годов. |
| Кангване и Ингвавума                                          | ЮАР Эсватини                     | Эсватини претендует на территории, которые, по ее словам, были конфискованы в колониальные времена. Территория, на которую претендует Эсватини, является бывшим бантустаном Кангване, который в настоящее время образует северные части местных муниципалитетов Джозини и Умхлабуялингана в Квазулу-Натале, а также южную часть Нкомази, юго-восточную часть Умджинди и дальнюю восточную часть местных муниципалитетов Альберт Лутхули в Мпумаланге.                                                                           |
| Деревня Коалу и её окрестности                                | Буркина-Фасо Бенин               | Буркина-Фасо и Бенин продолжают спорить о границе на этом треугольном участке земли площадью 7,75 км² недалеко от границы с Того. На встрече в 2008 году было объявлено, что эта территория является нейтральной зоной, не принадлежащей ни Буркина-Фасо, ни Бенину. По данным Агентства ООН по делам беженцев, в 2015 году в этом районе возникали проблемы с детьми, рождающимися без гражданства. Однако бенинское бюро регистрации актов гражданского состояния взяло под свой контроль регистрацию рождений в этом районе. |
| Район деревни Кпеаба (рядом с Сипилу/Сикитой)                 | Кот-д’Ивуар Гвинея               | Гвинейские военные оккупировали эту деревню в течение месяца с января по февраль 2013 года, после чего отступили для подготовки к переговорам. В декабре 2016 года гвинейские солдаты и мирные жители напали на деревню, убив одного и ранив нескольких человек, после чего вернулись на свою сторону границы. По словам министра обороны Гвинеи, гвинейской армии было поручено не отправлять солдат в этот район, и она не была причастна к этому инциденту.                                                                  |
| Район рядом с районом Логоба/Мойо                             | Южный Судан Уганда               | Британский колониальный указ 1914 года определил международную границу на основе племенной границы между племенами куку из Каджокеджи (Южный Судан) и мади из Мойо (Уганда). Однако официально граница так и не была демаркирована. В 2014 году конфликт спровоцировала общенациональная перепись населения в Уганде, когда угандийские чиновники были задержаны властями Южного Судана. |
| Район недалеко от Чиенги, провинция Ланчинда-Пвето            | Замбия ДР Конго                  | Замбия и Конго по-разному трактуют границы, установленные в договоре 1894 года между британскими поселенцами и королём Бельгии Леопольдом II. Инциденты между армиями обеих стран имели место в 1996, 2006 и 2016 годах. В марте 2020 года Замбия разместила войска на конголезской стороне границы. |
| Правый берег реки Лункинда (в районе села Пвето)              | ДР Конго Замбия                  | |
| Майотта                                                       | Франция Коморы                   | На референдуме 2009 года население поддержало создание заморского департамента Франции, и 31 марта 2011 года Майотта стала таковым. |
| Острова в заливе Мбамба, озеро Ньяса                          | Танзания Малави                  | Острова Лундо и Мбамба считаются частью озера, поскольку Малави претендует на береговую линию на основании англо-германского договора 1890 года. См. спор между Танзанией и Малави. |
| Несколько островов на реке Конго                              | Республика Конго ДР Конго        | Большая часть границы на реке Конго остается неопределенной. |
| Остров на реке Нтем                                           | Камерун Экваториальная Гвинея    | [ 24 ] |
| Несколько деревень у реки Окпара                              | Бенин Нигерия                    | |
| Долина Руфунцо и Сабанерва                                    | Руанда Бурунди                   | В 1965 году река Аканьяру изменила русло из-за проливных дождей. Бурундийцы отмечают, что руандийские фермеры способствовали изменению русла, выращивая рис. |
| Остров Рукванзи и долина реки Семлики                         | ДР Конго Уганда                  | Спор связан с правами на рыболовство в озерах Эдуард и Альберт. |
| Остров Синдабези                                              | Замбия Зимбабве                  | Туристический остров на реке Замбези, к западу от водопада Виктория |
| Остров Тромлен                                                | Франция Маврикий Мадагаскар      | Де-факто является частью французской заморской территории Французские Южные Территории. |
| Выступ Вади-Хальфа                                            | Египет Судан                     | Большую часть спорной территории составляли деревни, затопленные озером Насер после строительства Асуанской плотины. |

### Америка

#### Северная Америка
| Территория                                      | Заявители                    | Примечания |
| ----------------------------------------------- | ---------------------------- | --- |
| Банки Бахо-Нуэво и Серранилья                   | Колумбия Гондурас США        | Ямайка и Никарагуа признали суверенитет Колумбии; другие претенденты этого не сделали. 19 ноября 2012 года Международный суд ООН (МС ООН) постановил, что Колумбия обладает суверенитетом над морскими банками Бахо-Нуэво и Серранильей. Гондурас косвенно признал суверенитет Колумбии в договоре о разграничении морских пространств 1999 года, но продолжает претендовать на эти две банки в своей конституции. |
| Остров Конехо                                   | Гондурас Сальвадор           | |
| Навасса                                         | США Гаити                    | США претендуют на остров с 1857 года на основании Закона об островах Гуано 1856 года. Претензии Гаити на Навассу восходят к Договору о Рисвике 1697 года, который установил французские владения на материковой части Эспаньолы, которые были переданы от Испании по договору, как и другие конкретно указанные близлежащие острова. |
| Саподилья-Ки                                    | Белиз Гватемала Гондурас     | Гватемала официально претендует на всю территорию Белиза; решение Международного Суда по этому вопросу ещё не принято. |
| Территориальный спор между Белизом и Гватемалой | Белиз Гватемала              | Министерство иностранных дел Гватемалы опубликовало заявление, в котором Гватемала претендует на территорию между реками Сибун и Сарстун, составляющую примерно половину территории, находящейся под управлением Белиза. Однако Гватемала также претендует на весь Белиз, поскольку историческое признание ею Британского Гондураса зависело от строительства дороги между городом Гватемалой и Атлантическим океаном, которая так и не была построена, что является явным нарушением Договора Уайка-Айсинены. Международный Суд ООН ожидает решения по этому вопросу. |
| Архипелаг Пуэрто-Рико                           | Доминиканская Республика США | С 2007 года Доминиканская Республика на Эспаньоле считает себя государством-архипелагом, вторгаясь на давно установленную срединную или равноудалённую линию, разделяющую исключительную экономическую зону Доминиканской Республики и Пуэрто-Рико, и претендуя на часть исключительной экономической зоны, на которую претендуют Соединённые Штаты в отношении архипелага Пуэрто-Рико, который сам по себе является неинкорпорированной территорией США. Соединённые Штаты не принимают статус архипелага и морские границы, на которые претендует Доминиканская Республика. Виктор Прескотт, авторитет в области морских границ, утверждает, что, поскольку побережья обоих государств представляют собой короткие береговые линии с небольшим количеством островов в открытом море, равноудаленная линия является уместной. |

##### Территориальные споры между Канадой и Соединёнными Штатами
| Территория  | Канадский заявитель | Американский заявитель |
| ----------- | ------------------- | ---------------------- |
| Мачайас-Сил | Нью-Брансуик        | Мэн                    |
| Норт-Рок    | Нью-Брансуик        | Мэн                    |

#### Южная Америка
| Территория                                                                                         | Заявители                | Примечания |
| -------------------------------------------------------------------------------------------------- | ------------------------ | --- |
| Территориальный спор между Гайаной и Венесуэлой (Гайана к западу от реки Эссекибо) и остров Анкоко | Гайана Венесуэла         | Венесуэла претендует примерно на две трети суверенной территории Гайаны. В результате арбитражного разбирательства, демаркированная граница была установлена в 1905 году по решению Арбитражного суда 1899 года, но впоследствии была оспорена Венесуэлой в 1962 году после публикации меморандума Маллета-Прево. Кризис вновь обострился после открытия месторождений нефти. |
| Арройо-де-ла-Инвернада или Ринкон-де-Артигас и Вила-Альборнос                                      | Бразилия Уругвай         | Спор о районе реки Инвернада площадью 237 км² недалеко от Масольера, касающийся притока, являющегося законным источником реки Куараи/Куарейм. ООН официально не признаёт это требование. |
| Фолклендские острова и Южная Георгия и Южные Сандвичевы Острова                                    | Великобритания Аргентина | См. Проблема принадлежности Фолклендских островов и Спор о суверенитете над Южной Георгией и Южными Сандвичевыми островами. |
| Французская Гвиана и Суринам, включая реку Марони                                                  | Франция Суринам          | Исток или приток реки Лава между Суринамом и Французской Гвианой является предметом спора, но в конечном итоге река протекает до точки соединения с Бразилией. Нидерланды, а теперь и Суринам, утверждают, что граница проходит по реке Малани на востоке, в то время как Франция утверждает, что граница проходит по реке Литани на западе.                                  |
| Треугольник Нью-Ривер (район Тигри), включающий реку Корантейн и реку Нью-Ривер                    | Гайана Суринам           | Треугольник реки Нью-Ривер (также известный как район Тигри) — регион в Гвианском нагорье, спорный между Суринамом и Гайаной с XIX века. Он включает реку Корантейн и предполагаемый исток этой реки. В 1871 году была обнаружена река Нью-Ривер, что поставило под сомнение границу между двумя государствами.                                                               |
| Бразильский остров                                                                                 | Бразилия Уругвай         | Уругвайские чиновники утверждают, что остров относится к их департаменту Артигас (ООН официально не признает это заявление). |
| Остров Суарес                                                                                      | Боливия Бразилия         | Остров на реке Рио-Маморе, служащий границей между Боливией и Бразилией, наряду с другими 80 островами, не относящимися ни к одному государству. Остров Суарес географически ближе к Боливии, однако экономически зависит от бразильского города Гуажара-Мирин. В 1958 году обе страны подписали договор, который сохраняет статус-кво острова.                               |
| Спор о Южном Патагонском ледяном поле                                                              | Аргентина Чили           | От горы Фицрой до Серро-Муральон граница остается неопределенной, тогда как в зоне Муральон и Серро-Додет обе страны уже определили границу в 1998 году, но их картографии различаются. |

### Антарктика
Договор об Антарктике, заключенный 1 декабря 1959 года и вступивший в силу 23 июня 1961 года, является ключевым компонентом управления Антарктидой и помогает обеспечивать управление континентом, которое осуществляется посредством консультативных совещаний участников.
| Территория                      | Заявители                     | Антарктическая территория                                                      |
| ------------------------------- | ----------------------------- | ------------------------------------------------------------------------------ |
| Область между 25°з.д. и 53°з.д. | Аргентина Великобритания      | Аргентинская Антарктика Британская антарктическая территория                   |
| Область между 53°з.д. и 74°з.д. | Аргентина Чили Великобритания | Аргентинская Антарктика Антарктика-Чилена Британская антарктическая территория |
| Область между 74°з.д. и 80°з.д. | Чили Великобритания           | Антарктика-Чилена Британская антарктическая территория                         |

### Азия

Территориальные претензии в Южно-Китайском море

Карта Территориальные споры Индии

Окончательные границы нагорно-карабахского конфликта после подписания соглашения о прекращении огня в 1994 году

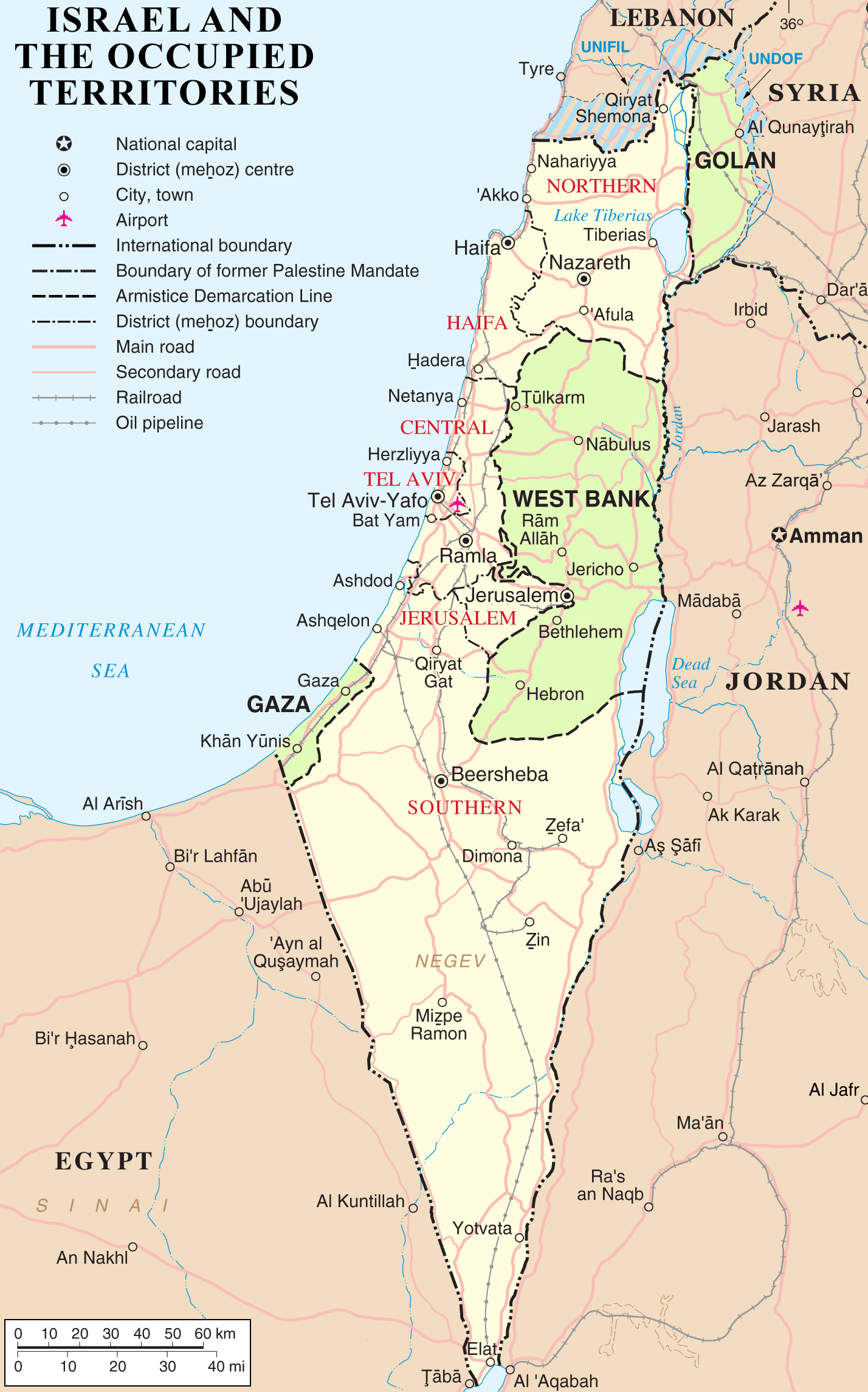
Израиль и оккупированные Израилем территории, включая Голанские высоты, Западный берег и Восточный Иерусалим

| Территория | Заявители | Примечания |
| --- | --- | --- |
| Дейр-эль-Ашаер | Ливан Сирия | Мазраат Дейр-эль-Ашаер управляется и контролируется ливанским районом Захле, мухафазом Бекаа, но утверждается в Сирии Эль-Забадани, мухафазом Дамаск. |
| Абу-Муса | Иран ОАЭ | В 1971 году иранский флот взял под контроль Абу Муса, в то время часть эмирата Шарджи. Эмират Шарджи позже присоединился к Объединённым Арабским Эмиратам, которые поэтому унаследовали официальное требование об Абу Мусе. По состоянию на 2022 год это постоянный спор, когда Иран контролирует остров с момента его поглощения в 1971 году. |
| Большие и меньшие тунбсы                                                                                              | Иран ОАЭ | В тесном связанном с спором по поводу Абу Мусы, Иран также примерно в то же время захватил контроль над большими и меньшими тунбами, когда они находились под контролем эмиратом Рас аль-Хаймы. Когда Рас аль-Хайма присоединился к Объединенным Арабским Эмиратам, спор также был унаследован в ОАЭ. Спор все еще продолжается с 2022 года. |
| Букит-Джели | Таиланд Малайзия | |
| Азад-Кашмир и Гилгит-Балтистан                                                                                        | Пакистан Индия | Управляемый Пакистаном и претендующий Индии. Часть конфликта Кашмира. |
| Джамму и Кашмир и Ладакх                                                                                              | Индия Пакистан | Часть Кашмирского конфликта. И Индия, и Пакистан утверждают, что бывшее независимое княжеское государство Джамму и Кашмир (сегодня состоящие из Джамму и Кашмира и Ладакха, управляемых Индией, а также Гилгит-Балтистан и Азад-Кашмир, управляемые Пакистаном), что привело к индо-пакистанской войне в 1947 году. Непосредственный в январе в 1947 году. Обе страны для демилитаризации региона, после чего будет проведён плебисцит. Тем не менее, ни один план демилитаризации, приемлемый для обеих стран, не может быть согласован. Страны боролись с ещё двумя войнами в 1965 и 1971 годах. После последней войны страны достигли симлского соглашения, согласившись на линию контроля между их соответствующими регионами и посвятив мирного разрешения спора посредством двусторонних переговоров. Вооружённый мятеж вспыхнул в 1989 году в индийской, управляемой частью Кашмира, требуя «независимости». Пакистан предоставил оружие и тренировки боевикам. |
| Княжество Джунагарх                                                                                                   | Пакистан Индия | Индия аннексировала Джунагадх (расположенный в Гуджарате) в 1947 году, вскоре после раздела Индии. Джунагадх был одним из многих туземных княжеств, которые были оспорены между Индией и Пакистаном; Манавадар был вассальным княжеством Джунагадха, вместе с Бабариявадом и Мангролом. Спор попал в безвестность в течение следующих нескольких лет из-за приоритетов кашмирского конфликта. В августе 2020 года Пакистан восстановил многолетний спор, подчеркнув «Джунагадх и Манавадар» в рамках Пакистана на официальной карте на своём веб-сайте «Опрос Пакистана». Спор имеет в значительной степени символический характер и политически связан с спором по поводу Кашмира, который гораздо важнее для Пакистана. |
| Граничный спор об монастырском комплексе Давид Гареджа                                                                | Грузия Азербайджан | Поскольку монастырский комплекс расположен на границе Грузии и Азербайджана, между сторонами возник спор о том, какому государству он принадлежит. |
| Национальный парк Дой Пха Хом Пок                                                                                     | Мьянма Таиланд | |
| Фашт ад Дибал и Китат Джарада                                                                                         | Бахрейн Катар | Это островные территории, спорные между Катаром и Бахрейном. Катар, находящийся под контролем Бахрейна, утверждает, что эти территории не относятся к категории «островов» и, следовательно, не подпадают под действие решения Международного суда ООН (2001–2003 гг.), согласно которому они были переданы Бахрейну. |
| Несколько районов Ферганской долины                                                                                   | Кыргызстан Таджикистан Узбекистан | Кыргызстан: Барак — крошечное кыргызское село в районе Ферганской долины (где граничат Кыргызстан, Таджикистан и Узбекистан). В августе 1999 года территория вокруг Барака была оккупирована Узбекистаном. Барак стал де-факто анклавом всего в 1,5 км от смещённой основной границы. (Карта) В августе 2018 года кыргызские и узбекские власти договорились об обмене землей, который уничтожит эксклав, заявив, что процесс обмена может занять до двух лет. По данным отчёта за февраль 2022 года, было продано только 85 процентов земли, а затем работы прекратились, и только 15 семей остались сохранять Барак. Таджикистан: Есть три таджикских эксклава, все они в Ферганской долине. Один из них, село Сарвак, окружено узбекской территорией, в то время как оставшиеся два, село Ворух и небольшое поселение возле кыргызской железнодорожной станции Кайрагач, окружены кыргызской территорией. Узбекистан: В Ферганской долине на территории Кыргызстана находятся четыре узбекских анклава. Два из них — города Сох и Шахимардан, а два других — крошечные территории Чон-Гара и Джангайл. На территории Кыргызстана может существовать пятый узбекский анклав. Большая часть границы в этом районе до сих пор не демаркирована. См. также Национальное размежевание в Центральной Азии |
| Исфара | Кыргызстан Таджикистан | В апреле 2021 года в долине Исфары вспыхнул ожесточённый конфликт, предположительно из-за установки таджиками камер видеонаблюдения на водозаборной станции водохранилища. Он перерос в вооружённый конфликт, приведший к сотням жертв среди мирного населения. Спор в этом районе в основном связан с ненадлежащим распределением ресурсов во время и после распада Советского Союза и его республик, что привело к напряжённым отношениям между странами из-за распределения ресурсов, в частности, воды. |
| Амбалат | Индонезия Малайзия | |
| Голанские высоты | Израиль Сирия | Сирийская территория, захваченная Израилем в 1967 году (Шестидневная война) и односторонне аннексированная Израилем в 1981 году. В 2008 году пленарное заседание Генеральной Ассамблеи ООН единогласно проголосовало 161 голосом против 1 за резолюцию по «оккупированным сирийским Голанам», подтвердив поддержку резолюции ООН 497 (Организация Объединенных Наций, 5 декабря 2008 г.). В период гражданской войны в Сирии Сирийская Арабская Республика утратила прямой контроль над районами Восточных Голан и отошла от линии прекращения огня с Израилем (в пользу различных повстанческих и джихадистских группировок), однако вернула себе эти территории в 2018 году. |
| Хатай | Турция Сирия | Аннексирована Турцией в 1939 году, оспаривается Сирией. |
| Мазария-Шабъа | Израиль Ливан Сирия | |
| Израиль в пределах зелёной линии                                                                                      | Израиль Государство Палестина | См. Палестино-израильский конфликт |
| Западный берег и Восточный Иерусалим                                                                                  | Израиль Гражданское правление самого Израиля применяется в Восточном Иерусалиме Военная оккупация имеет юрисдикцию в отношении всех вопросов в Зоне C и вопросов, связанных с безопасностью, в Зоне B. Государство Палестина имеет юрисдикцию по всем вопросам в Зоне А и гражданским делам в Зоне Б | См. Израильская оккупация Западного берега |
| Регион Калапани, спор о реке Суста и споры вокруг Антуданды                                                           | Индия Непал | Калапани находится под управлением Индии, а Суста— Непала. Немногие пограничные разногласия с Непалом остаются с момента объявления о 98% завершении делимитации в 2019 году. См. Территориальные споры Индии и Непала. |
| Эксклав Арцвашен Гегаркуникской области                                                                               | Азербайджан Армения | Азербайджан и Армения контролировали эти территории в рамках более широкого нагорно-карабахского конфликта. |
| Эксклав Кярки Нахичеванской Автономной Республики. Три эксклава Бархударлы, Софулу и Юхары-Аскипара Казахского района | Армения Азербайджан | Азербайджан и Армения контролировали эти территории в рамках более широкого нагорно-карабахского конфликта. |
| Нагорный Карабах и прилегающие территории                                                                             | Азербайджан Армения НКР | После распада Советского Союза, признан на международном уровне частью Азербайджана но контролируется Республикой Арцах, которая де-факто поддерживалась Арменией до тех пор, пока не стала правительством в изгнании в 2024 году. Арцах претендовал на часть Геранбойского района, который он потерял в ходе операции «Геранбой» в 1993 году во время Первой нагорно-карабахской войны, как часть Шаумянского района. Арцах также претендовал, но не контролировал части Ходжавендского и Тертерского районов как части Мартунинского и Мартакертского районов соответственно. Азербайджан захватил прилегающие территории и город Шуша во время Второй нагорно-карабахской войны в 2020 году, а затем, наконец, весь собственно Нагорный Карабах во время наступления 2023 года. |
| Корейский полуостров                                                                                                  | КНДР Республика Корея | Корейская Народно-Демократическая Республика управляет Северной Кореей, но статья 1 Конституции Северной Кореи гласит: «Корейская Народно-Демократическая Республика — независимое социалистическое государство, представляющее интересы всего корейского народа». Республика Корея управляет Южной Кореей, но статья 3 Конституции Южной Кореи гласит: «Территория Республики Корея состоит из Корейского полуострова и прилегающих к нему островов». |
| Южные Курильские/Чисимские острова (Северные территории), Курильские/Чисимские острова и Южный Сахалин                | Россия Япония | После окончания Второй мировой войны японское правительство отказалось от своих претензий на суверенитет над Курильскими островами (за исключением нескольких островов на юге) и Южным Сахалином в Сан-Францисском договоре. Однако, поскольку Советский Союз не подписывал этот договор, и в нём не было прямого подтверждения российского суверенитета над этими территориями, японское правительство заявило, что принадлежность этих территорий до сих пор не определена. Следовательно, оно не признаёт советскую власть на этих территориях (ныне Российской Федерации). По этой причине на большинстве официальных карт Японии эти территории обозначены белым цветом как «ничейная земля». |
| Токто/Такэсима | Республика Корея КНДР Япония | Скалы Лианкур, известные как Токто по-корейски и Такэсима по-японски, представляют собой группу спорных островов в Японском море. Япония претендует на суверенитет над этими островами, ссылаясь на то, что в Сан-Францисском мирном договоре 1951 года Токто/Такэсима не были включены в число территорий, от которых Япония должна была отказаться. Южная Корея в настоящее время сохраняет контроль над этой территорией, которой она управляет с июня 1954 года. Статус Токто/Такэсима остаётся предметом спора между двумя странами. |
| Острова на реке Меконг                                                                                                | Лаос Таиланд | |
| Ноктундо | Россия Республика Корея | В 1990 году бывший Советский Союз и Корейская Народно-Демократическая Республика (КНДР) подписали договор о границе, согласно которому граница проходила по центру реки Туманган, а остров Ноктундо остался бывшим островом России. Южная Корея отказалась признать этот договор. |
| «Педра-Бранка» — несколько островков у восточного входа в Сингапурский пролив.                                        | Сингапур Малайзия | Международный суд ООН вынес решение 23 мая 2008 года, согласно которому суверенитет над островом Педра-Бранка принадлежит Сингапуру, а над островом Мидл-Рокс — Малайзии. Суд постановил, что суверенитет над островом Саут-Ледж останется спорным до тех пор, пока государства не определят принадлежность территориальных вод, в которых он расположен. |
| «Точка 20» — небольшой участок земли, отвоеванный у моря Сингапуром.                                                  | Сингапур Малайзия | Малайзия утверждает, что земля была отвоевана в её территориальных водах. |
| Район О'Тангав (заявлен как часть провинции Стынгтраенг)                                                              | Лаос Камбоджа | [ 59 ] |
| Район возле храма Прэахвихеа (Кхао Пхра Вихан)                                                                        | Таиланд Камбоджа | Храмовый комплекс, переданный Камбодже решением Международного суда в 1962 году; «мыс» площадью 0,3 км², непосредственно примыкающий к храму, передан Камбодже решением Международного суда в 2013 году; обе страны признают продолжающийся спор по поводу дополнительных 4,3 км² к северо-западу от территории, указанной в решении 2013 года. |
| Часть Сабаха (Северный Борнео)                                                                                        | Малайзия Филиппины | Филиппины сохраняют претензии на восточную часть Сабаха (см. спор о Северном Борнео) на том основании, что, по заявлению правительства Филиппин, эта территория была сдана в аренду бывшим султанатом Сулу только Британской компании Северного Борнео, в связи с чем Филиппины утверждали, что она должна быть государством-правопреемником всех бывших территорий Сулу. |
| Пограничный спор между Саудовской Аравией и Объединёнными Арабскими Эмиратами                                         | Саудовская Аравия ОАЭ | |
| Ледник Сиачен и район хребта Салторо                                                                                  | Индия Пакистан | Под контролем Индии после операции «Мегдут» в 1984 году. |
| Сэр Крик | Индия Пакистан | Спор о том, где в устье реки проходит линия разлома; спорными являются лишь небольшие участки болот, но речь идёт о значительной морской территории. Разделён посередине устья. |
| Части перевала Трёх Пагод                                                                                             | Мьянма Таиланд | |
| Острова Укатный, Жесткий и Малый Жемчужный.                                                                           | Россия Казахстан | |
| гора Унгар-Тоо (Унгар-Тепа)                                                                                           | Узбекистан Кыргызстан | |
| Восточная Осетия (Трусовское ущелье, Гудское ущелье, Плато Коби)                                                      | Южная Осетия · Грузия Южная Осетия признана на международном уровне доверенным лицом Россия | Осетия заявляет, что два ущелья и соединяющее их плато, контролируемые Грузией как часть Казбегского муниципалитета, являются «исторически восточными осетинскими землями». Южная Осетия утверждает, что пыталась отстаивать эти претензии во время российско-грузинской войны, но была остановлена Россией, и этот вопрос вновь обострился в 2018 и 2019 годах. |

### Европа

По состоянию на январь 2023 года президент России Владимир Путин назвал признание суверенитета России над аннексированными территориями (на фото) условием мирных переговоров с Украиной.

| Территория                                                                      | Заявители                              | Примечания |
| ------------------------------------------------------------------------------- | -------------------------------------- | --- |
| Крым (включая Севастополь)                                                      | Россия Украина                         | В 2014 году Россия аннексировала Крымский полуостров в ходе спорного референдума. Российскую принадлежность Крыма признало меньшинство стран. Резолюция Генеральной Ассамблеи ООН 68/262, принятая 100 голосами «за», 11 «против», 58 «воздержались» и 24 воздержавшихся, отметила, что Крым является частью Украины. Тем не менее, Крым де-факто является частью России, поскольку большая часть контроля находится в её руках. Россия и Украина делят Крым на две части, включая «республику» (Автономную Республику Украины и Российскую Республику) и независимый город Севастополь («город со специальным статусом» Украины и «город федерального значения» России). |
| Донецкая область                                                                | Украина Россия                         | См. Вторжение России на Украину (с 2022). |
| Херсонская область                                                              | Украина Россия                         | См. Вторжение России на Украину (с 2022). |
| Луганская область                                                               | Украина Россия                         | См. Вторжение России на Украину (с 2022). |
| Запорожская область                                                             | Украина Россия                         | См. Вторжение России на Украину (с 2022). |
| - Внешний Кинбурнский полуостров - (расположен в пределах Николаевской области) | Украина Россия                         | См. Вторжение России на Украину (с 2022). |
| - Окрестности Снигирёвки - (расположен в Николаевской области Украины)          | Украина Россия                         | Эта часть Николаева находилась под контролем России, когда Россия в одностороннем порядке аннексировала Херсонскую область, но с тех пор, как Россия освободила Херсон, она вывела свои войска. Во время российского контроля в Снигирёвке и прилегающих районах, где она вошла в состав Херсонской области России, прошёл референдум. Этот референдум, хотя и признан Россией, не признаётся Украиной. |
| Ивангород/Яанилинн и Печорский район/Петсеримаа                                 | Россия Эстония                         | В 1917 году была образована Эстляндская автономная губерния путём слияния Эстляндской и (частично) Лифляндской губерний. В том же году, в разгар русской революции, прошёл референдум, по результатам которого к губернии были присоединены Нарвский (и Ивангородский) уезды, ранее входившие в состав Санкт-Петербургской губернии. Юго-восточная граница проходила по старым губернским границам, пролегавшим к западу от нынешней. Согласно Тартускому договору 1920 года, граница вновь созданной Эстонской Республики была установлена на востоке после переговоров о границе, включив в неё позднее образованный уезд Петсери. Эстония была оккупирована и аннексирована СССР в 1940 году. В 1944 году указами Президиума Верховного Совета СССР была установлена северо-восточная граница по реке Нарве, согласно которой Ивангород отошёл Ленинградской области (но Нарва осталась в составе Эстонской ССР), а некоторые волости/приходы Петсеримаа – Псковской области. В Конституции Эстонии до сих пор в качестве границы указан договор 1920 года. Неоднократные попытки разрешить пограничный спор де-юре провалились, поскольку ни один пограничный договор не был ратифицирован. Однако нератифицированное соглашение отказывается от претензий Эстонии на эти земли, а также содержит признание де-факто положения дел главами государств и правительств в различных пунктах. |
| Иммия/Кардак                                                                    | Греция Турция                          | Большое количество споров о делимитации национального воздушного пространства, территориальных вод и исключительных экономических зон. Включая спор Иммия/Кардак. |
| Спор о вершине Монблана                                                         | Франция Италия                         | Франция утверждает, что главные вершины массива Монблан — Дом-дю-Гуте, Пунта Эльброннер и Монблан — находятся на её территории, в то время как Италия утверждает, что вершины являются общими. |
| Гибралтар                                                                       | Великобритания Испания                 | Спор о толковании Утрехтского договора и местоположении границы. |
| Спор о банке Роколл                                                             | Ирландия Великобритания Дания Исландия | Роколл — необитаемый остров в северной части Атлантического океана, претензии на который оспариваются. |
| Оливенса и Вильярреаль (включая муниципалитет Талига)                           | Испания Португалия                     | В 1801 году, во время Апельсиновой войны, Испания при поддержке французских военных оккупировала территорию Оливенсы. В ходе Венского договора подписавшие его державы (включая Испанию) согласились с аргументами Португалии относительно её претензий на Оливенсу, но Испания так и не выполнила своего обязательства по возвращению города Оливенса и его территории Португалии. |
| Территориальный спор между Сербией и Хорватией                                  | Хорватия Сербия                        | Ограниченные территории вдоль Дуная. Части Осьечко-Бараньского и Вуковарско-Сриемского округов, а также Западно-Бачского и Южно-Бачского округов. |
| Шаренград (остров)                                                              | Хорватия Сербия                        | |
| Вуковар (остров)                                                                | Хорватия Сербия                        | |
| Военный комплекс возле Света-Геры                                               | Словения Хорватия                      | Комплекс находится в районе Жумберак/Горянци. |
| Река Дрина                                                                      | Босния и Герцеговина Сербия            | Спорные участки вдоль Дрины. |
| Превлака                                                                        | Хорватия Черногория                    | |
| Район на реке Драгонья                                                          | Словения Хорватия                      | Подробное рассмотрение темы: Территориальный спор между Словенией и Хорватией |

### Океания
| Территория                   | Заявители                          | Примечания |
| ---------------------------- | ---------------------------------- | --- |
| Остров Мэтью и остров Хантер | Франция ( Новая Каледония) Вануату | |
| Минерва (риф)                | Тонга Фиджи                        | Фиджи утверждает, что весь риф погружается под воду во время прилива, что исключает возможность использования острова Минерва в качестве основы для каких-либо претензий на суверенитет или морскую исключительную экономическую зону со стороны Тонга в соответствии с правилами Конвенции ООН по морскому праву. |
| Суэйнс                       | США Токелау                        | Новая Зеландия, зависимая территория которой, не поддерживает претензии Токелау. Новая Зеландия признаёт суверенитет США над островом Суэйнс.[прояснить] |
| Уэйк                         | США Маршалловы Острова             | |

## Продолжающиеся споры с участием государств с ограниченным международным признанием

Территориальные претензии вокруг Большого Китая

| Территория | Заявители                                                                                     | Примечания |
| --- | --------------------------------------------------------------------------------------------- | --- |
| Большой остров (Аргунь) | Россия Китай Китайская Республика                                                             | По общему мнению, этот вопрос был урегулирован в октябре 2004 года Дополнительным соглашением между Китайской Народной Республикой и Российской Федерацией о восточном участке российско-китайской границы. Однако Китайская Республика не признаёт это урегулирование, считая реку Аргунь основой российско-китайской границы в этом районе согласно Нерчинскому договору 1689 года. |
| Абхазия | Абхазия Грузия                                                                                | Подробное рассмотрение темы: Грузино-абхазский конфликт |
| Аксайчин и Равнины Депсанг | Китай · Китайская Республика · Индия                                                          | |
| Аруначал-Прадеш | Индия Китай Китайская Республика                                                              | Контролируется Индией, но на него претендуют КНР и Китайской Республики, которые оспаривают законность линии Макмагона. |
| Остров Батьлонгви | Вьетнам Китайская Республика                                                                  | Передана Вьетнаму Китаем в 1957 году. Однако Китайская Республика не признала это урегулирование. |
| Китайская сторона горы Пэктусан | Китай Республика Корея Китайская Республика                                                   | Основан КНР и КНДР в 1962 году. Однако это урегулирование не признано Китайской Республикой и Республикой Корея. |
| Корейская сторона горы Пэктусан | КНДР Республика Корея Китайская Республика                                                    | До 1962 года на территорию также претендовала КНР. |
| Беюл Кхенпаджонг, долина Менчума и Чагдзом | Бутан Китай Китайская Республика                                                              | |
| Восточная часть Бутана | Бутан Китайская Республика                                                                    | |
| Бутанские эксклавы в западном Тибете, а именно Черкип Гомпа, Дхо, Дунгмар, Гесур, Гезон, Ице Гомпа, Кочар, Ньянри, Рингунг, Санмар, Дарчен, Доклам и Зутулпхук. | Китай Китайская Республика Бутан                                                              | |
| Демчокский сектор / Паригасский район | Индия Китай Китайская Республика                                                              | |
| Чумар, Гуе, Каурик, Шипки Ла, Ташиганг, Барахоти, Лаптал, Джадханг, Неланг, Пулам, Сумда и Санг                                                                 | Индия Китай Китайская Республика                                                              | Контролируется Индией, но на него претендует округ Дзанда, префектура Нгари, Тибет, Китай. Спорные территории расположены между Аксайчином и Непалом. |
| 9600 км2 территории вокруг ледника Сиачен в Гилгит-Балтистане                                                                                                   | Пакистан Индия Китайская Республика                                                           | Китайская Народная Республика отказалась от своих претензий на Пакистан. Индия и Китайская Республика этого не сделали. |
| Отмель Джеймса | Малайзия Китай Китайская Республика                                                           | Китайская Республика утверждает, что её самая южная точка находится на 4° с.ш.. |
| Северный Кипр | Северный Кипр Республика Кипр                                                                 | Северный Кипр (государство с ограниченным признанием) контролирует и управляет северной частью острова. Республика Кипр претендует на весь остров. |
| Материковый Китай, Гонконг, Макао, западная часть Большого Уссурийского острова и Банка Маклсфилд                                                               | Китай Китайская Республика                                                                    | Основная статья: Китайско-тайваньские отношения |
| Подконтрольная Молдове территория Дубоссарского района | Молдова Приднестровье                                                                         | |
| эксклав Коккина/Эренкёй | Северный Кипр Республика Кипр                                                                 | Северный Кипр контролирует и управляет Коккиной — районом, отделенным от остальной части основной территории Северного Кипра территорией, контролируемой Республикой Кипр. |
| Хэйсяцзы / Большой Уссурийский остров (восточная половина) | Россия Китайская Республика                                                                   | По общему мнению, этот вопрос был урегулирован в октябре 2004 года Дополнительным соглашением между Китайской Народной Республикой и Российской Федерацией о восточном участке российско-китайской границы. Однако Китайская Республика не признает это соглашение, поскольку считает, что её самая восточная точка находится на 135°4′ в. д. |
| Цзянсинпо | Мьянма Китайская Республика                                                                   | Северные части региона Сикайн и штата Качин, на которые претендует Китайская Республика как на часть провинции Юньнань. До 1961 года на них претендовала Китайская Народная Республика. |
| 537 км2 территории на границе Китая и Казахстана | Казахстан Китайская Республика                                                                | В 1999 году правительство Казахстана уступило КНР 407 км2, а КНР уступила Казахстану 537 км2. Однако Китайская Республика не признает это урегулирование. |
| Пик Хан-Тенгри, стоянка Боз-Тик, перевал Бедель и перевал Эркеч-Там                                                                                             | Кыргызстан Китайская Республика                                                               | По соглашению, подписанному в 1999 году, пик Хан-Тенгри, урочище Боз-Тик, перевалы Бедель и Эркеч-Там были переданы правительству Кыргызстана, а долина Узонгу-Кууш — КНР. Однако Китайская Республика не признает это поселение. |
| Цзиньмэнь, Мацзу, остров Пратас и банки Верекера | Китайская Республика                                                                          | Правительство Китайской Народной Республики претендует на весь остров Тайвань, а также на ряд мелких островов, таких как Пэнху, Цзиньмэнь и Мацзу, которые контролируются Китайской Республикой. См. также: Закон о борьбе с сепаратизмом, Политический статус Тайваня. |
| Косово | Косово Сербия                                                                                 | Косово является предметом территориального спора между Республикой Сербия и де-факто независимой Республикой Косово. Последняя провозгласила независимость 17 февраля 2008 года, в то время как Сербия считает его частью своей суверенной территории. Его независимость признана 108 государствами-членами ООН. |
| Кула-Кангри и горные районы к западу от этой вершины, а также западный округ Ха в Бутане                                                                        | Бутан Китай Китайская Республика                                                              | |
| Кутузов (остров) | Россия Китайская Республика                                                                   | |
| Закрепленный участок Намван | Мьянма Китайская Республика                                                                   | Урегулирован Мьянмой и КНР в соответствии с Договором о китайско-бирманской границе в 1960 году и официально передан Мьянме в 1961 году. Урегулирован Мьянмой и КНР в соответствии с Договором о китайско-бирманской границе в 1960 году и официально передан Мьянме в 1961 году. |
| Внешняя Монголия | Монголия Китайская Республика                                                                 | Китайская Республика признавала независимость Монголии в течение короткого периода с 1945 по 1952 год, а также с 2002 года. Однако, согласно Конституции Китайской Республики, претензии Китайской Республики на Монголию не могут быть отозваны без проведения референдума. Это требование отражено в карте Китая, которая с 1986 года изображена на флаге Корпуса морской пехоты Китайской Республики, охватывающего материковый Китай, Цзянсинпо, Внешнюю Монголию, Памирские горы, Танну Урянхай и т. д.                                                                         |
| Памир | Таджикистан Китайская Республика                                                              | Правительство Таджикистана уступило КНР 1158 км2, в то время как КНР отказалась от своих претензий на оставшуюся территорию площадью 73 000 км2 с окончательной ратификацией договора в январе 2011 года. Однако это урегулирование не признано Китайской Республикой, которая утверждает, что ее самая западная точка находится на 71° восточной долготы вдоль реки Пяндж. |
| Парасельские острова | Китай · Китайская Республика · Вьетнам                                                        | Полностью контролируется Китайской Народной Республикой, но на него претендуют Китайская Республика и Вьетнам. |
| Парангчо | Республика Корея Китай Китайская Республика                                                   | |
| Расу, Киматханка, перевал Нара, Тингрибоде и гора Эверест | Непал Китайская Республика                                                                    | Урегулировано Непалом и Китаем в 1960 году. Однако Китайская Республика не признала это соглашение. |
| Рифы Скарборо | Китай Китайская Республика Филиппины                                                          | Контролируется Китаем с момента противостояния на рифе Скарборо в 2012 годум. |
| Природный заказник Сактен | Бутан Китай Китайская Республика                                                              | |
| Сенкаку (Дяоюйдао) | Япония Китай Китайская Республика                                                             | Контролируется Японией, но на него претендуют КНР и Китайская Республика. |
| Шестьдесят четыре деревни к востоку от реки Амур | Россия Китайская Республика                                                                   | Китайская Народная Республика отказалась от этой территории в соответствии с Соглашением о советско-китайской границе 1991 года. Однако Китайская Республика претендовала на неё в соответствии с Айгунским договором 1858 года, подтверждённым Пекинской конвенцией между Китаем и Россией 1860 года. |
| Южная Осетия | Южная Осетия Грузия                                                                           | Основная статья: Грузино-южноосетинский конфликт |
| Архипелаг Спратли | Китай Китайская Республика Вьетнам Филиппины (частично) Малайзия (частично) Бруней (частично) | Каждая из стран-претендентов, за исключением Брунея, контролирует один или несколько отдельных островов. |
| Пограничное КПП возле Стровилии | Великобритания Северный Кипр                                                                  | Северный Кипр контролирует и управляет пограничным контрольно-пропускным пунктом близ Стровилии. Претензии Великобритании в отношении её суверенных военных баз. Это также касается Кипра; контрольно-пропускной пункт частично расположен на территории, находящейся под управлением ООН, а Кипр претендует на весь остров. (См.: Европа) |
| Тайвань и Пэнху | Китайская Республика Китай                                                                    | В 1945 году, после капитуляции Японии, Китайская Республика в одностороннем порядке аннексировала острова Тайвань и Пэнху, включив их в свою провинцию Тайвань, что не было признано союзниками. Незадолго до прекращения военных действий в гражданской войне в Китае правительство Китайской Республики отступило на остров Тайвань, который оставался под военной оккупацией. Япония официально отказалась от претензий на Тайвань и Пэнху в 1952 году по Сан-Францисскому договору. Суверенитет Тайваня остаётся под вопросом до сих пор. См. также Политический статус Тайваня. |
| Транскаракорумский тракт, включая долину Шаксгам | Китай · Китайская Республика · Индия                                                          | Первоначально Пакистан был стороной спора, но отказался от своих претензий и признал суверенитет Китая над этой территорией в 1963 году. |
| Приднестровье (включая Бендеры) | Приднестровье Молдова                                                                         | |
| Танну Урянхай | Китай Китайская Республика                                                                    | Первоначально входила в состав Китая во времена династии Цин согласно Кяхтинскому договору 1727 года, но в XX веке попала под влияние России. Китайская Республика официально не отказалась от суверенитета над этой территорией, претендуя на её самую северную точку, расположенную на 53°57' северной широты в Саянах. Однако правительство Китайской Республики активно не отстаивает эту претензию. |
| Река Туманная (спорный суверенитет некоторых островов) | Китай КНДР Китайская Республика Республика Корея                                              | Китайская Республика будет рассматривать Гандоскую конвенцию 1909 года в качестве основы для границы между Китаем и Северной Кореей. |
| Устье реки Туманная | Китай Республика Корея Китайская Республика                                                   | Судоходство и контроль над устьем реки Туманган являются предметом спора между Китайской Республикой и КНДР, а также Республикой Корея. |
| Варница и Копанка | Молдова Приднестровье                                                                         | |
| Восточная часть Ваханского коридора | Афганистан Китайская Республика                                                               | Граница между Афганистаном и Китаем была установлена соглашением между британцами и русскими в 1895 году в рамках «Большой игры», хотя китайцы и афганцы не могли окончательно договориться о границе до 1963 года. Королевство Афганистан и Китайская Народная Республика провели демаркацию своей границы в 1963 году. Однако это соглашение не признано Китайской Республикой. |
| Западная Сахара | Марокко Сахарская Арабская Демократическая Республика                                         | Организация Объединённых Наций сохраняет Западную Сахару в списке несамоуправляющихся территорий и считает вопрос о суверенитете нерешённым до окончательного решения. С этой целью в 1991 году ООН направила на территорию миссию для наблюдения за референдумом о самоопределении, который, однако, так и не состоялся. Испания отказалась от управления ею в 1976 году. |
| Река Ялуцзян (спорный суверенитет над некоторыми островами) | Китай · КНДР · Китайская Республика · Республика Корея                                        | По общему мнению, конфликт был урегулирован в 2005 году. Северной Корее переданы все крупные острова в нижнем течении реки Ялуцзян, включая Пидан и Синдо в устье. Морские права на реку остаются общими между Северной Кореей и КНР. Однако Китайская Республика не признает это урегулирование. |